# Serguéi Petrov
Sergey Andreyevich Petrov (San Petersburgo, RSFSR, 2 de enero de 1991) es un futbolista ruso. Juega de defensa y su equipo es el F. C. Krasnodar de la Liga Premier de Rusia.

## Trayectoria
Se formó en el Zenit de San Petersburgo llegando a debutar con el primer equipo en 2011. Unos meses después se marchó libre al PFC Krylia Sovetov Samara y en enero de 2013 fichó por el F. C. Krasnodar.

## Clubes
| Club                       | País  | Año       |
| -------------------------- | ----- | --------- |
| FC Zenit-2 San Petersburgo | Rusia | 2008-2011 |
| PFC Krylia Sovetov Samara  | Rusia | 2011-2012 |
| F. C. Krasnodar            | Rusia | 2013-     |

## Palmarés

### Títulos nacionales
| Título                | Club            | País  | Año     |
| --------------------- | --------------- | ----- | ------- |
| Liga Premier de Rusia | F. C. Krasnodar | Rusia | 2024-25 |